# Villa Méditerranée

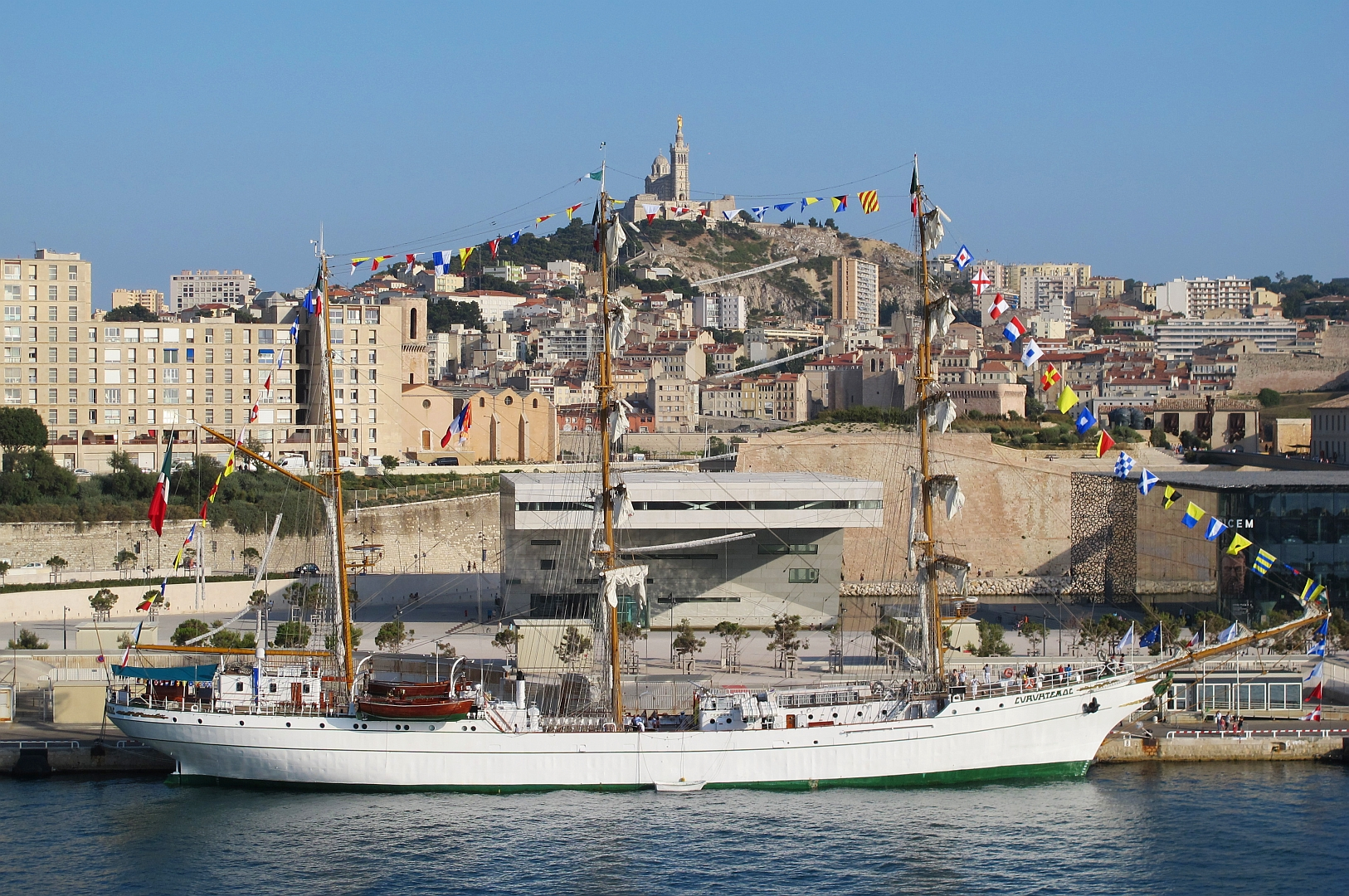
Villa Méditerranée vom Hafen aus

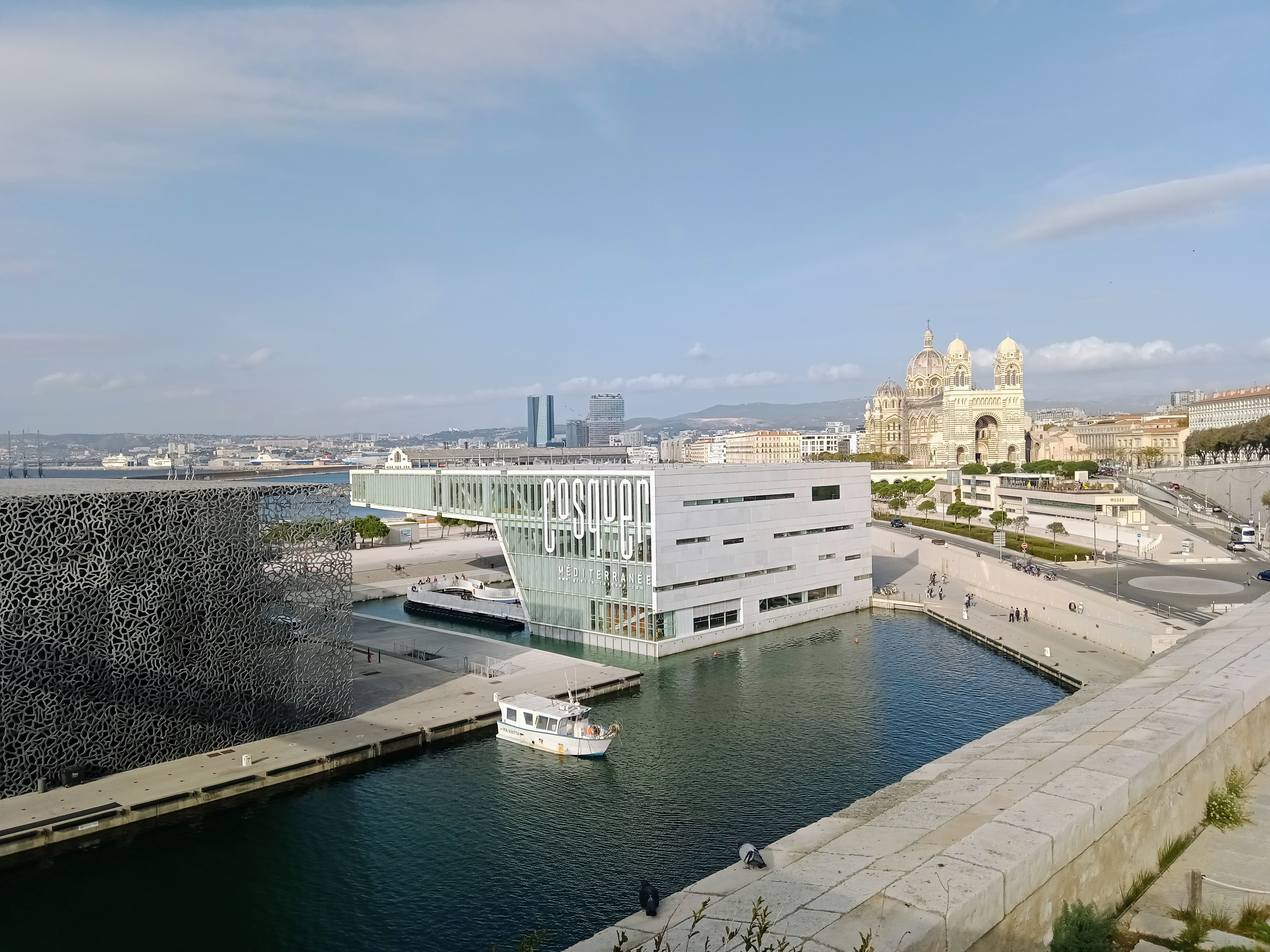
Villa Méditerranée vom Land aus

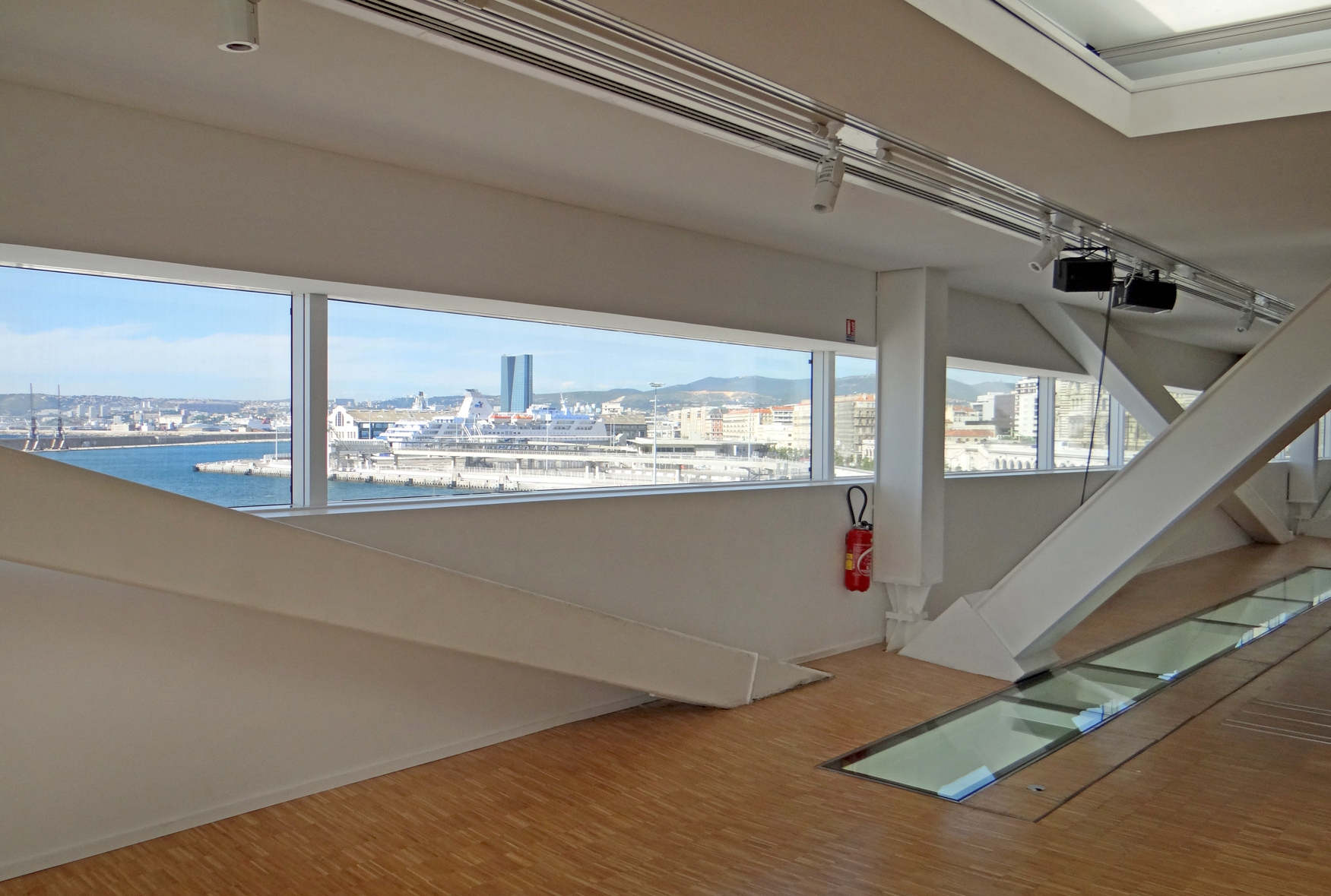
Innenansicht

Die Villa Méditerranée ist ein Ausstellungsgebäude im Alten Hafen von Marseille. Es befindet sich neben dem Museum der Zivilisationen Europas und des Mittelmeers und hat zum Ziel, „alle Schlüssel zum Verständnis des zeitgenössischen Mittelmeers zu vermitteln“. Das Gebäude wurde vom italienischen Architekten Stefano Boeri entworfen und 2013 eingeweiht. Eigentümer ist der Regionalrat der Region Provence-Alpes-Côte d’Azur. 
Das Gebäude wurde 2018 geschlossen und 2022 wiedereröffnet. Seitdem präsentiert es eine detailgetreue Nachbildung der Cosquer-Höhle aus dem nahegelegenen Nationalpark Calanques mit bis zu 33.000 Jahre alten Höhlenmalereien.

## Architektur
Den Architekten-Wettbewerb gewann 2004 der Mailänder Stefano Boeri. Baubeginn war im Jahr 2010. Das Gebäude kostete 73 Millionen statt der ursprünglich veranschlagten 20 Millionen Euro.

„Ich schlug vor, ein Gebäude zu bauen, das das Meer willkommen heißen würde, das sich ihm öffnen würde, das ein Tor und keine Barriere sein würde.“

Die Basis des Gebäudes liegt 2,25 Meter tief unter dem Meeresspiegel und besteht aus einer Agora, die Ausstellungen gewidmet ist, einem Amphitheater mit 400 Sitzplätzen und zwei Tagungsräumen. Im Erdgeschoss befindet sich ein Atrium von 350 m², in dem Bilder auf eine 25 Meter langen Wand und ein Café projiziert werden können.
Die Villa hat einen 40 Meter langen Ausleger, der 19 Meter über einen Pool von 2000 m³ ragt. Es ist der größte Überhang der Welt. Der Ausleger enthält eine 760 m² große Ausstellungsplattform und ein Aussichtspunkt.
Aus Sicherheitsgründen im Falle einer Evakuierung dürfen sich maximal 500 Personen auf Ebene 2 und 250 Personen im Ausleger aufhalten.

## Eröffnung und Neuausrichtung
Die Villa wurde am 7. April 2013 eingeweiht. Die Ausstellungen waren seit dem 14. Juni 2013 der Öffentlichkeit zugänglich. Nachdem 2017 der ursprünglich geplante Umzug des Mittelmeerparlaments von Malta in das Gebäude aufgegeben wurde, sollte die Villa Méditerranée nun Ausstellungen zu aktuellen Themen im Mittelmeerraum zeigen. 
Nach der Feststellung von Undichtigkeiten wurden für 2019 Reparaturen mit geschätzten Kosten von 6,4 Mio. EUR erwartet. Das Gebäude wurde am 4. Juni 2022 als Museum wiedereröffnet und ist nun der altsteinzeitlichen Fundstätte der Cosquer-Höhle gewidmet. Die Transformation kostete 23 Millionen Euro und soll zukünftig 500.000 Besucher pro Jahr anziehen.